# Otto Frank
Otto Heinrich Frank (født 12. maj 1889, død 19. august 1980) var jøde og far til Anne Frank og Margot Frank. Han var det eneste medlem af sin familie, der overlevede Holocaust, og han arvede Anne Franks dagbøger efter hendes død og sørgede for offentliggørelsen af hendes dagbog i 1947.
Han var født i Frankfurt am Main, Tyskland. Otto var søn af den fremtrædende jødiske bankmand Michael Frank (død 1909) og dennes kone Alice Betty.
Efter Anne Franks død blev bekræftet i sommeren 1945, blev hendes dagbog og papirer givet til Otto Frank af Miep Gies, der havde reddet dem fra at blive ransaget i familiens skjulested.
Otto blev efter krigen gift med en jødisk kvinde, hvis familie før krigen havde boet i nærheden af Frank familien. Hun havde ligeledes mistet sin mand samt sin søn under Holocaust, mens datteren, som havde kendt Anne Frank, overlevede. I de sidste mange år af sit liv boede hr. Frank i Basel, Schweiz. [kilde mangler]
Otto Frank døde af lungekræft den 19. august 1980 som det sidste medlem af Frank-familien. 